# Alcane
Les alcanes sont des hydrocarbures saturés. Ils ne sont constitués que d'atomes de carbone (C) et d'hydrogène (H), liés entre eux par des liaisons simples, les atomes de carbone sont reliés à un nombre maximal d'atomes d'hydrogène — d'où le nom de « saturé ». Inversement : les alcènes, les alcynes, et les composés aromatiques sont des hydrocarbures insaturés. Les alcanes non cycliques possèdent une formule brute de la forme CnH2n+2 où n est un entier naturel non nul. Dans les alcanes, le nombre de liaisons C–C est donné par n - 1 + r, où n est le nombre d'atomes de carbone et r le nombre de cycles. Le nombre de liaisons C–H est alors de 2n + 2 - 2r, ce qui donne un nombre total de liaisons de 3n + 1 - r.

## Nomenclature
Le nom est formé :
- d'un radical indiquant le nombre d'atomes de carbone de la chaîne carbonée principale.
  1. méth-
  2. éth-
  3. prop-
  4. but-
  5. pent-
  6. hex-
  7. hept-
  8. oct-
  9. non-
  10. dec-

  - etc.
- d'un suffixe -ane précisant le groupe fonctionnel (alcane).

Les premiers sont :
À partir du butane (n=4), il existe plus d'une formule développée. On parle alors d'isomères pour désigner les molécules ayant la même formule brute mais des formules développées différentes.
Tout cela donne une grande possibilité de créations et les conventions de nommages en découlent. La nomenclature des alcanes est donc extrêmement logique.
Par ailleurs, certains alcanes possèdent aussi une dénomination historique comme la famille des paraffines qui regroupe les alcanes avec  un nombre d'atomes de carbone compris entre 20 et 40.

## Mode de préparation
Il existe plusieurs manières d'obtenir un alcane.
Chaque réaction possède une particularité. Certaines sont propres (pas de mélanges), certaines conservent la chaîne carbonée initiale, certaines encore utilisent des métaux toxiques (réduction de Clemmensen) et sont donc délaissées au profit de réactions moins dangereuses, telles que la réduction de Wolff-Kishner. 
Ainsi, le mode de préparation est choisi en fonction de l'alcane attendu et de la réaction (vitesse, dangerosité, etc.).
À partir d'halogénure d'alkyle :
- hydrogénation catalytique ;
- hydrolyse d'organomagnésiens ;
- réaction de Wurtz.

À partir de dérivés carbonylés :
- réduction de Clemmensen ;
- réduction de Wolff-Kishner.

## Réactions chimiques des alcanes
Les alcanes existent en grande quantité sous forme de gisements naturels de gaz ou de pétrole. L'origine de ces gisements est attribuée à la fermentation de la cellulose des végétaux des temps préhistoriques.
Le gaz naturel est essentiellement constitué de méthane et les pétroles contiennent un mélange d'hydrocarbures (dont des alcanes allant de CH4 à C40H82).
Le méthane, l'éthane, le propane et le butane (alcanes de C1 à C4) sont des gaz à température ambiante. À partir de C5, on rencontre des liquides, et à partir de C17, des solides.
Les alcanes liquides ou solides ont une densité assez faible (environ 0,7). Comme tous les hydrocarbures, ils sont insolubles dans l'eau ; par contre, ils sont miscibles avec la plupart des liquides organiques et sont eux-mêmes des solvants pour de nombreux composés organiques.
D'une façon générale, les alcanes sont assez peu réactifs, autrement dit stables. Ceci s'explique par le fait que les liaisons C-C et C-H sont assez fortes :
C-C = 82,6 kcal/mol ;
C-H = 100 kcal/mol ;
(1 cal = 4,18 J).
Les alcanes peuvent réagir dans plusieurs réactions :
- réaction de combustion : on brise la liaison C-C (le squelette de la molécule). Il en existe deux types (exemple avec du méthane) :
  - la combustion complète qui produit du dioxyde de carbone et de l'eau

{\displaystyle {\rm {CH_{4}+2O_{2}\rightarrow CO_{2}+2H_{2}O}}}
{\displaystyle {\rm {C_{n}H_{2n+2}+{\frac {3n+1}{2}}O_{2}\rightarrow nCO_{2}+(n+1)H_{2}O}}}
  - la combustion incomplète qui produit du carbone (solide) et de l'eau

{\displaystyle {\rm {CH_{4}+O_{2}\rightarrow C+2H_{2}O}}}
{\displaystyle {\rm {C_{n}H_{2n+2}+{\frac {n+1}{2}}O_{2}\rightarrow nC+(n+1)H_{2}O}}}
- réaction de substitution radicalaire : on brise la liaison C-H (on substitue H par un autre élément). Exemple : chloration du méthane
{\displaystyle {\rm {CH_{4}+Cl_{2}\rightarrow CH_{3}Cl+HCl}}} (formation de monochlorométhane et de chlorure d'hydrogène gazeux)
{\displaystyle {\rm {CH_{3}Cl+Cl_{2}\rightarrow CH_{2}Cl_{2}+HCl}}} (formation de dichlorométhane et de chlorure d'hydrogène gazeux)
{\displaystyle {\rm {CH_{2}Cl_{2}+Cl_{2}\rightarrow CHCl_{3}+HCl}}} (formation de trichlorométhane (chloroforme) et de chlorure d'hydrogène gazeux)
{\displaystyle {\rm {CHCl_{3}+Cl_{2}\rightarrow CCl_{4}+HCl}}} (formation de tétrachlorométhane et de chlorure d'hydrogène gazeux)
- réaction de déshydrogénation : on crée une double liaison entre deux carbones (C=C) de la chaîne en brisant la liaison de deux H. Le composé résultant est un alcène.

La réaction de combustion des alcanes n'a pas un grand intérêt au niveau chimique car la molécule est complètement détruite.
Par contre cette combustion a un grand intérêt pratique puisque les alcanes peuvent être utilisés comme carburant ou combustible du fait que cette réaction est très exothermique (elle libère beaucoup de chaleur).
Formule développée de l'éthane :
{\displaystyle {\begin{array}{lcl}&{\rm {H}}&{\rm {H}}\\&|&|\\{\rm {H-\!\!\!\!}}&{\rm {C-\!\!\!\!}}&{\rm {C-H}}\\&|&|\\&{\rm {H}}&{\rm {H}}\\\end{array}}}
En formule semi-développée : {\displaystyle {\rm {CH_{3}-CH_{3}}}}.

## Typologie

### Alcanes linéaires
Ce sont les alcanes de formule {\displaystyle \mathrm {CH_{3}-(CH_{2})_{n}-CH_{3}} }. Leur chaîne est dite aliphatique.
Pour une série homologue d'alcanes linéaires, la topologie et/ou la connectivité des atomes de carbone dans les molécules (en considérant implicitement les atomes d'hydrogène) peuvent être décrites par une matrice d'adjacence. En numérotant les atomes de carbone de gauche à droite (ou vice versa), la matrice d'adjacence pour les alcanes linéaires peut s'écrire comme suit :
{\displaystyle A_{ij}={\begin{cases}0,&i=j\\1,&|i-j|=1\\0,&|i-j|>1\end{cases}}}
Le déterminant de cette matrice alterne ses valeurs entre -1, 0 et 1 pour les membres successifs de la série.

### Alcanes ramifiés

#### Définition
Ce sont des alcanes linéaires auxquels un H est remplacé par un groupe alkyle (ex. : le méthyle -CH3 ou l'éthyle -CH2-CH3).

#### Nomenclature
On prend l'exemple de cette molécule :
{\displaystyle {\begin{array}{lclclclclcl}&&^{\color {Green}1}{\color {Red}\mathbf {C} \mathrm {H_{3}} }&&&\\&&\quad {\color {Red}|}&&&\\&&^{\color {Green}2}{\color {Red}\mathbf {C} \mathrm {H_{2}} }&&&\\&&\quad {\color {Red}|}&&&\\&\mathrm {CH_{3}} -\!\!\!\!&^{\color {Green}3}\mathbf {C} \mathrm {H} -\!\!\!\!&^{\color {Green}4}\mathbf {C} \mathrm {H_{2}} -\!\!\!\!&^{\color {Green}5}\mathbf {C} \mathrm {H} -\!\!\!\!&\mathrm {CH_{3}} \\&&&&\quad {\color {MidnightBlue}|}&\\&&&&^{\color {Green}6}{\color {MidnightBlue}\mathbf {C} \mathrm {H_{3}} }&\\\end{array}}}
Au départ, il s’agissait d'une molécule de pentane à laquelle on a ajouté un groupe éthyle (en rouge) et un groupe méthyle (en bleu).
Pour nommer cette nouvelle molécule, il faut :
1. Commencer par trouver puis numéroter la plus longue chaîne de carbone (ici, les carbones de cette chaîne sont en gras) ;
2. Numéroter ses carbones (ici, les carbones sont numérotés en vert) ;
3. Puis on considère les groupes attachés à cette chaîne carbonée et les carbones de chaîne servant d'attache :
  - un groupe méthyle -CH3 sur le carbone no 5,
  - un autre groupe méthyle -CH3 sur le carbone no 3 ;
4. On nomme la chaîne carbonée comme un alcane (ici il y a six carbones donc hexane) ;
5. On assemble le tout, le nom de la molécule serait : 3,5-diméthylhexane (une virgule sépare les chiffres entre eux, un tiret sépare les chiffres des noms).

Il faut numéroter la chaîne dans l'autre sens car il faut toujours essayer d'avoir le chiffre le plus petit :
{\displaystyle {\begin{array}{lclclclclcl}&&^{\color {Green}6}{\color {Red}\mathbf {C} \mathrm {H_{3}} }&&&\\&&\quad {\color {Red}|}&&&\\&&^{\color {Green}5}{\color {Red}\mathbf {C} \mathrm {H_{2}} }&&&\\&&\quad {\color {Red}|}&&&\\&\mathrm {CH_{3}} -\!\!\!\!&^{\color {Green}4}\mathbf {C} \mathrm {H} -\!\!\!\!&^{\color {Green}3}\mathbf {C} \mathrm {H_{2}} -\!\!\!\!&^{\color {Green}2}\mathbf {C} \mathrm {H} -\!\!\!\!&\mathrm {CH_{3}} \\&&&&\quad {\color {MidnightBlue}|}&\\&&&&^{\color {Green}1}{\color {MidnightBlue}\mathbf {C} \mathrm {H_{3}} }&\\\end{array}}}
- et dans ce cas, les deux groupes méthyle se retrouvent sur les carbones 2 et 4, le nom de la molécule serait donc : 2,4-diméthylhexane.

Pour choisir entre les deux noms, on considère les indices, et on choisit le nom dont le premier indice est le plus petit (donc ici, le 2,4-diméthylhexane).

#### Remarques
- Pour indiquer qu'il y a deux groupes méthyle, on peut écrire diméthyl.
- Dans les noms de molécules, on enlève le e de méthyle, éthyle, etc.
- Si deux groupes méthyle avaient été sur le carbone 2 (et aucun ailleurs), on aurait dû écrire 2,2 -diméthylhexane.

S'il y avait eu un groupe éthyle sur le carbone 3 et un méthyle sur le carbone 2, le nom aurait été 3-éthyl-2-méthylhexane (on place l'éthyl avant le méthyl car on classe les groupes alkyle par ordre alphabétique).
Pour choisir entre les deux noms, on considère les indices, et on choisit le nom dont la somme des indices est la plus petite.

#### Liste
Les listes des alcanes peuvent être obtenues via leur formule brute :
- C4H10 : butane ;
- C5H12 : pentane ;
- C6H14 : hexane ;
- C7H16 : heptane ;
- C8H18 : octane.

### Alcanes cycliques

#### Définition
Ce sont des alcanes sur lesquels les carbones sont liés par des liaisons simples de manière à former un cycle qui n'est pas plan. Ils ont pour formule générale CnH2n.
La matrice d'adjacence pour une série homologue de cycloalcanes monocycliques (non ramifiés) peut s'écrire comme suit :
{\displaystyle A_{i,j}={\begin{cases}0,&\ i=j\\1,&\ |i-j|=1{\text{ ou }}(i,j)=(1,n){\text{ ou }}(i,j)=(n,1)\\0,&\ |i-j|>1{\text{ et }}(i,j)\neq (1,n){\text{ et }}(i,j)\neq (n,1)\end{cases}}}
où {\displaystyle n} est le nombre d'atomes de carbone (ordre de la matrice). Le déterminant de cette matrice alterne ses valeurs entre 2, 0, 2 et -4 pour les membres successifs de la série.

#### Représentation

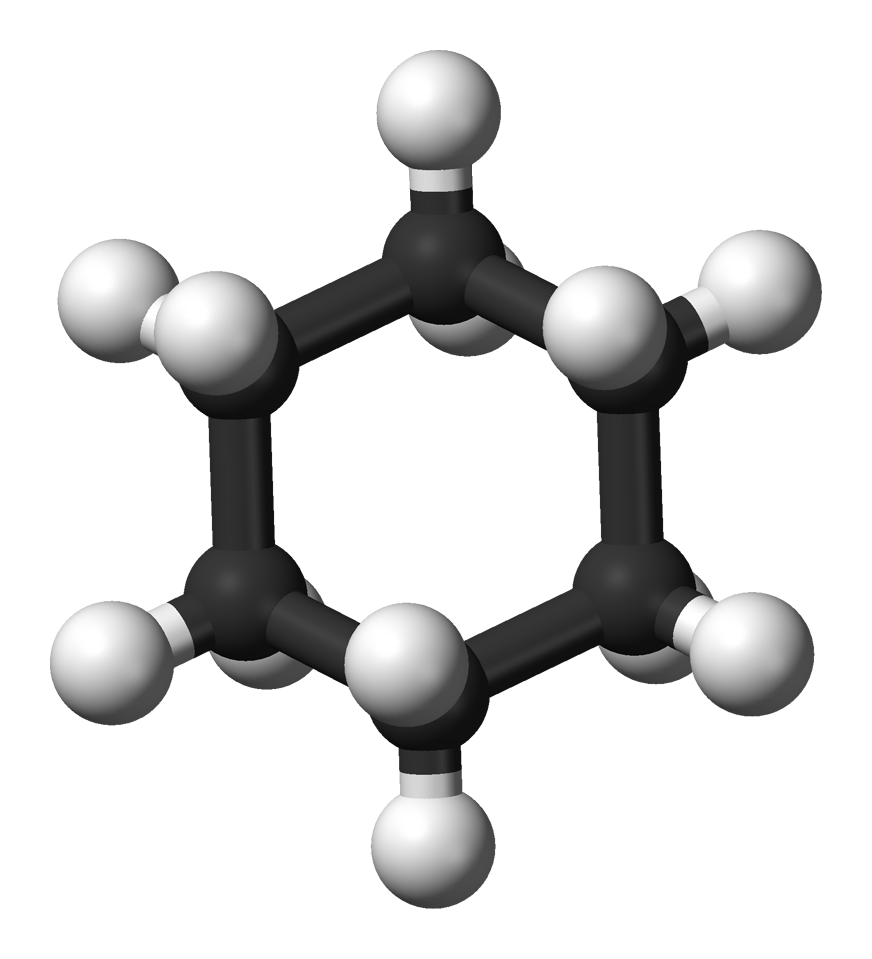
Représentation en 3D du cyclohexane.

Représentation topologique du cyclohexane.

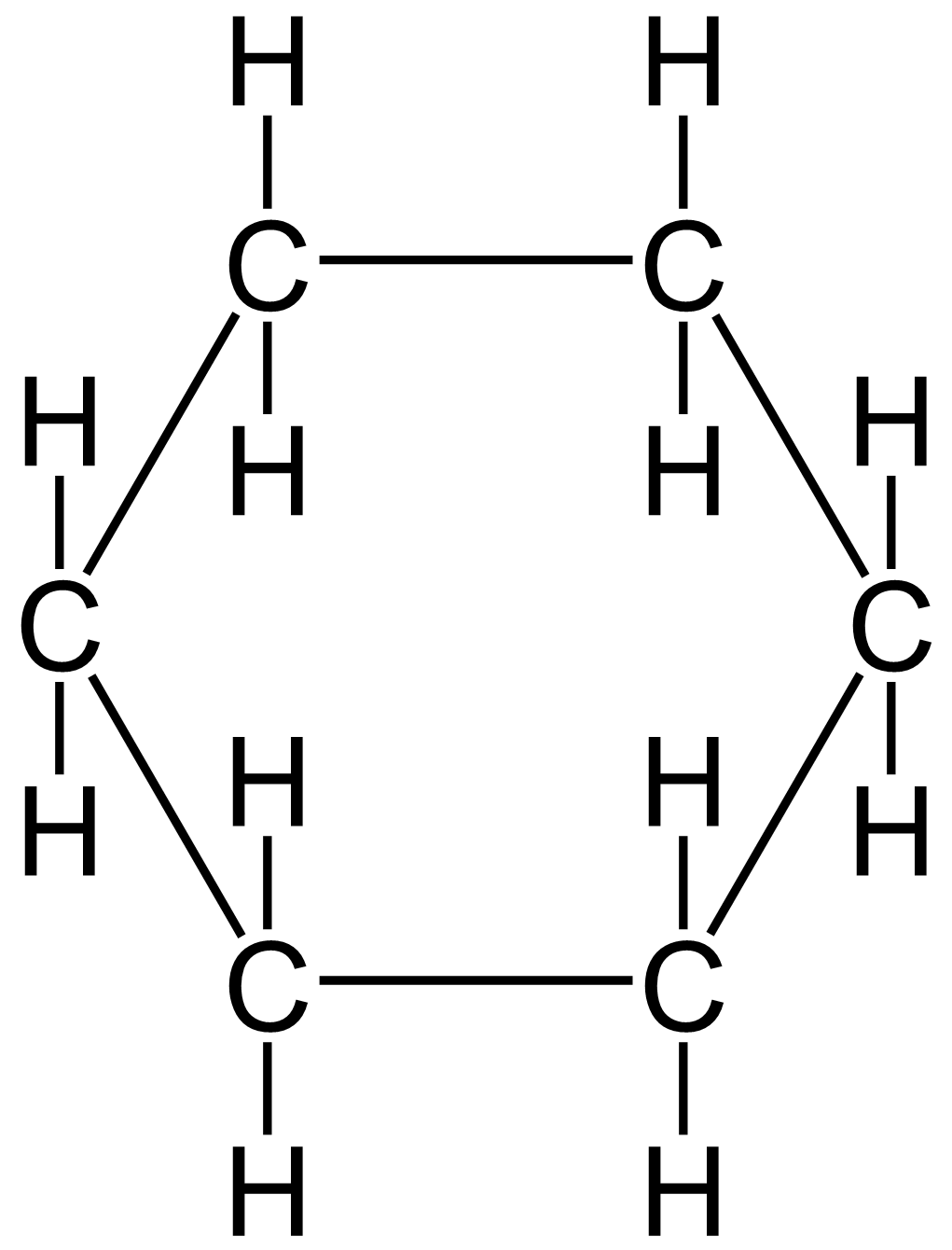
Formule développée du cyclohexane.

#### Nomenclature
- Pour nommer un cycloalcane, il suffit de rajouter le préfixe cyclo- au nom de l'alcane linéaire ayant le même n, sachant qu'il ne peut y avoir de cycle qu'avec n supérieur à deux.

Exemples (CnH2n) :
| cyclopropane | cyclobutane | cyclopentane | cyclohexane | cycloheptane | cyclooctane | cyclononane | cyclodécane |
| C3H6         | C4H8        | C5H10        | C6H12       | C7H14        | C8H16       | C9H18       | C10H20      |